# Seeburg, Mansfeld-Südharz

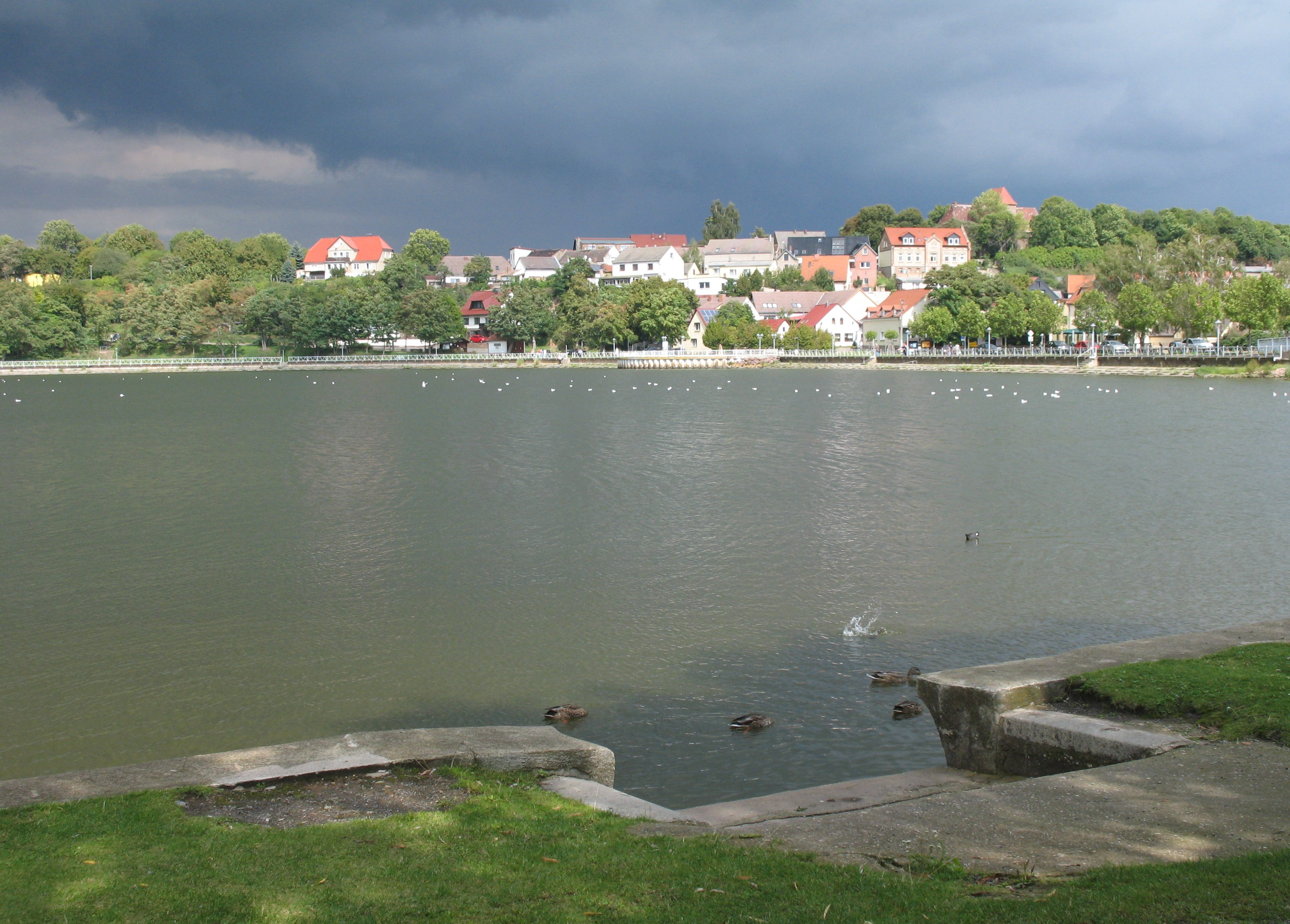
Seeburg

Seeburg là một đô thị ở huyện Mansfeld-Südharz, bang Saxony-Anhalt, nước Đức. Đô thị Seeburg, Mansfeld-Südharz có diện tích 14,84 km².